# Atylus swammerdami
Atylus swammerdami är en kräftdjursart som beskrevs av Milne-Edwards 1830. Atylus swammerdami ingår i släktet Atylus och familjen Dexaminidae. Arten är reproducerande i Sverige. Inga underarter finns listade i Catalogue of Life.